# Thủy điện Nậm Toóng
Thủy điện Nậm Toóng là thủy điện xây dựng trên dòng nậm Trung Hồ tại vùng đất xã Bản Hồ thị xã Sa Pa tỉnh Lào Cai, Việt Nam .
Thủy điện Nậm Toóng có công suất 30 MW với 3 tổ máy, sản lượng hàng năm 151 triệu KWh, khởi công tháng 5/2007  dự kiến hoàn thành năm 2009 nhưng gặp nhiều sự cố nên tháng 4/2016 vẫn đang thi công.

## Nậm Trung Hồ
Nậm Trung Hồ là một dòng suối chảy ở xã Bản Hồ và là phụ lưu hợp thành của ngòi Bo, một phụ lưu cấp 1 của sông Hồng chảy ở thị xã Sa Pa, thành phố Lào Cai và huyện Bảo Thắng.
Nậm Trung Hồ bắt nguồn sườn đông bắc núi Hoàng Liên Sơn với độ cao trên 2700 m, chảy về hướng đông bắc. Nó còn có tên là nậm Pu, nậm Toóng, và ở gần chỗ đổ vào ngòi Bo có bản Nậm Toóng.

## Tác động môi trường dân sinh
Ngày 25/12/2010 thủy điện Nậm Toóng thi công nổ mìn dẫn đến vụ lở đất xảy ra ở xã Bản Hồ. Khoảng 40.000 m³ đất đá từ cao độ 618 m đã sạt lở trôi xuống thung lũng, vùi lấp hết nửa nhà máy và các thiết bị đã lắp đặt gần hoàn chỉnh của thủy điện Sử Pán 2. Sự cố dẫn đến thủy điện Nậm Toóng phải dừng thi công và khắc phục hậu quả .
Năm 2012 thủy điện Nậm Toóng bị coi là gây phương hại đến môi trường và hạ tầng thủy lợi và cấp nước sạch của người dân .

## Chỉ dẫn
1. ↑  Trong tiếng Tày-Thái "Nậm" đã có nghĩa là nước, sông, suối.